# .bangla
.বাংলা（罗马化为.bangla）是孟加拉国的辅助互联网国家/地区代码顶级域名（ccTLD）。该域用于孟加拉语网站。বাংলা被音译为bangla，网址以বাংলা结尾。该域名由邮电和信息技术部管理。
.bd是孟加拉国的主要国家代码顶级域（ccTLD）。
.বাংলা于2011年引入，但于2016年委托给孟加拉国电信公司后可以开始定义子域。 
自2016年12月16日起，.বাংলা可进行注册。

## 相关链接
- .bd